# Copa América Centenario
Navigation
Édition précédente Édition suivante

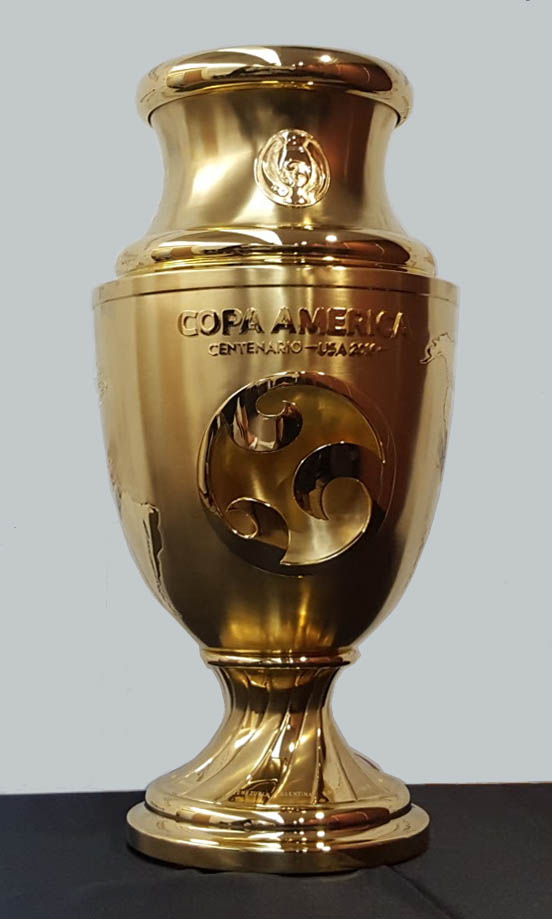
Le trophée de cette édition anniversaire.

La Copa América Centenario ou Copa América 2016 est la 45e édition de la Copa América, le principal tournoi international de la CONMEBOL. La compétition est organisée aux États-Unis pour la toute première fois, et est élargie à 16 participants : les 10 équipes sud-américaines de la CONMEBOL et 6 équipes de la CONCACAF. Ce tournoi constitue une célébration du centenaire de la CONMEBOL et de la Copa América.
Les détails du choix des équipes centre-et-nord-américaines pour l'épreuve ont été présentés par la CONCACAF et la CONMEBOL le 1er mai 2014 à Miami. 
Néanmoins l'organisation du tournoi fut remise en cause dans un premier temps à cause du scandale de corruption au sein de la FIFA qui implique certains dirigeants de la CONCACAF et de la CONMEBOL, poursuivis par le parquet du district de New York. 
Finalement, en août 2015, Juan Ángel Napout (es), président de la CONMEBOL, confirme la tenue de l'évènement. En octobre 2015, il confirme le pays organisateur, en l'occurrence les États-Unis, comme prévu à l'origine. Cependant la succession de « bourdes » durant le tournoi questionnent sur la pertinence d'avoir délocalisé la Copa América aux États-Unis.

## Acteurs

### Tour préliminaire (zone CONCACAF)
Ce tour préliminaire de la Copa América Centenario met aux prises les quatre meilleures équipes de la Gold Cup 2015 non directement qualifiées pour tournoi, à savoir:
- Panama (3e de la Gold Cup 2015)
- Trinité-et-Tobago (5e)
- Haïti (6e)
- Cuba (8e)

Deux matches sont programmés en janvier 2016 et opposent les équipes ci-dessus en fonction du classement obtenu à la Gold Cup 2015 (3e contre 8e et 5e contre 6e). Les deux vainqueurs sont qualifiés pour la Copa América Centenario. 
| 8 janvier 2016 | Trinité-et-Tobago | 0 - 1   | Haïti       | Estadio Rommel Fernández, Panama |                          |
| 17h30          |                   | (0 - 0) | 84e Millien | Arbitrage : David Gantar         | Arbitrage : David Gantar |
| 17h30          | Rapport           |         |             | Arbitrage : David Gantar         | Arbitrage : David Gantar |

| 8 janvier 2016 | Panama                                                | 4 - 0   | Cuba | Estadio Rommel Fernández, Panama |                               |
| 20h30          | Gómez 4e · Tejada 18e (pen.) · Cooper 51e · Pérez 88e | (2 - 0) |      | Arbitrage : Fernando Guerrero    | Arbitrage : Fernando Guerrero |
| 20h30          | Rapport                                               |         |      | Arbitrage : Fernando Guerrero    | Arbitrage : Fernando Guerrero |

### Nations participantes
| Pays                            | Participation(s) | Meilleur résultat                                                                                             | Dernière participation (résultat obtenu) |
| ------------------------------- | ---------------- | --- | ---------------------------------------- |
| CONMEBOL                        |                  | |                                          |
| Argentine                       | +40,             | Vainqueur (14) · 1921, 1925, 1927, 1929, 1937, 1941, 1945, 1946, 1947, 1955, 1957, 1959 (1), 1991, 1993       | 2015 (Finaliste)                         |
| Bolivie                         | +25,             | Vainqueur (1) · 1963                                                                                          | 2015 (Quart de finaliste)                |
| Brésil                          | +34,             | Vainqueur (8) · 1919, 1922, 1949, 1989, 1997, 1999, 2004, 2007                                                | 2015 (Quart de finaliste)                |
| Chili                           | +37,             | Vainqueur (1) · 2015                                                                                          | 2015 (Vainqueur)                         |
| Colombie                        | +20,             | Vainqueur (1) · 2001                                                                                          | 2015 (Quart de finaliste)                |
| Équateur                        | +26,             | Quatrième (2) 1959 (2), 1993                                                                                  | 2015 (1er tour)                          |
| Paraguay                        | +35,             | Vainqueur (2) · 1953, 1979                                                                                    | 2015 (Quatrième)                         |
| Pérou                           | +30,             | Vainqueur (2) · 1939, 1975                                                                                    | 2015 (Troisième)                         |
| Uruguay                         | +42,             | Vainqueur (15) · 1916, 1917, 1920, 1923, 1924, 1926, 1935, 1942, 1956, 1959 (2), 1967, 1983, 1987, 1995, 2011 | 2015 (Quart de finaliste)                |
| Venezuela                       | +16,             | Quatrième (1) 2011                                                                                            | 2015 (1er tour)                          |
| CONCACAF                        |                  | |                                          |
| Costa Rica                      | +4,              | Quart de finaliste 2001, 2004                                                                                 | 2011 (1er tour)                          |
| États-Unis PO Pays organisateur | +3,              | Quatrième (1) 1995                                                                                            | 2007 (1er tour)                          |
| Haïti                           | +0,              | Première apparition                                                                                           | Première apparition                      |
| Jamaïque                        | +1,              | 1er tour (2) 2015                                                                                             | 2015 (1er tour)                          |
| Mexique                         | +9,              | Finaliste (2) · 1993, 2001                                                                                    | 2015 (1er tour)                          |
| Panama                          | +0,              | Première apparition                                                                                           | Première apparition                      |

## Villes et stades
| East Rutherford  | Orlando | Seattle | Pasadena                |
| ---------------- | --- | --- | ----------------------- |
| MetLife Stadium  | Camping World Stadium | CenturyLink Field | Rose Bowl               |
| Capacité: 82 566 | Capacité: 60 219 | Capacité: 67 000 | Capacité: 92 542        |
|                  | | |                         |
| Santa Clara      | [[Fichier:Usa edcp (+HI +AK) location map.svg\|600px\|{{#if:\|{{{alt}}}\|Copa América Centenario est dans la page États-Unis.]]Pasadena Santa Clara East Rutherford Orlando Chicago Houston Foxborough Philadelphie Seattle Glendale Copa América Centenario (États-Unis) | [[Fichier:Usa edcp (+HI +AK) location map.svg\|600px\|{{#if:\|{{{alt}}}\|Copa América Centenario est dans la page États-Unis.]]Pasadena Santa Clara East Rutherford Orlando Chicago Houston Foxborough Philadelphie Seattle Glendale Copa América Centenario (États-Unis) | Philadelphie            |
| Levi's Stadium   | [[Fichier:Usa edcp (+HI +AK) location map.svg\|600px\|{{#if:\|{{{alt}}}\|Copa América Centenario est dans la page États-Unis.]]Pasadena Santa Clara East Rutherford Orlando Chicago Houston Foxborough Philadelphie Seattle Glendale Copa América Centenario (États-Unis) | [[Fichier:Usa edcp (+HI +AK) location map.svg\|600px\|{{#if:\|{{{alt}}}\|Copa América Centenario est dans la page États-Unis.]]Pasadena Santa Clara East Rutherford Orlando Chicago Houston Foxborough Philadelphie Seattle Glendale Copa América Centenario (États-Unis) | Lincoln Financial Field |
| Capacité: 68 500 | [[Fichier:Usa edcp (+HI +AK) location map.svg\|600px\|{{#if:\|{{{alt}}}\|Copa América Centenario est dans la page États-Unis.]]Pasadena Santa Clara East Rutherford Orlando Chicago Houston Foxborough Philadelphie Seattle Glendale Copa América Centenario (États-Unis) | [[Fichier:Usa edcp (+HI +AK) location map.svg\|600px\|{{#if:\|{{{alt}}}\|Copa América Centenario est dans la page États-Unis.]]Pasadena Santa Clara East Rutherford Orlando Chicago Houston Foxborough Philadelphie Seattle Glendale Copa América Centenario (États-Unis) | Capacité: 69 176        |
|                  | [[Fichier:Usa edcp (+HI +AK) location map.svg\|600px\|{{#if:\|{{{alt}}}\|Copa América Centenario est dans la page États-Unis.]]Pasadena Santa Clara East Rutherford Orlando Chicago Houston Foxborough Philadelphie Seattle Glendale Copa América Centenario (États-Unis) | [[Fichier:Usa edcp (+HI +AK) location map.svg\|600px\|{{#if:\|{{{alt}}}\|Copa América Centenario est dans la page États-Unis.]]Pasadena Santa Clara East Rutherford Orlando Chicago Houston Foxborough Philadelphie Seattle Glendale Copa América Centenario (États-Unis) |                         |
| Houston          | Glendale | Foxborough | Chicago                 |
| NRG Stadium      | University of Phoenix Stadium | Gillette Stadium | Soldier Field           |
| Capacité: 71 795 | Capacité: 63 400 | Capacité: 68 756 | Capacité: 63 500        |
|                  | | |                         |

## Premier tour

### Groupe A
|   | Équipe     | Pts | J | G | N | P | Bp | Bc | Diff |
| - | ---------- | --- | - | - | - | - | -- | -- | ---- |
| 1 | États-Unis | 6   | 3 | 2 | 0 | 1 | 5  | 2  | +3   |
| 2 | Colombie   | 6   | 3 | 2 | 0 | 1 | 6  | 4  | +2   |
| 3 | Costa Rica | 4   | 3 | 1 | 1 | 1 | 3  | 6  | -3   |
| 4 | Paraguay   | 1   | 3 | 0 | 1 | 2 | 1  | 3  | -2   |

     Équipes qualifiées ; Pts = points ; J = joués ; G = gagnés ; N = nuls ; P = perdus ;

BP = buts pour ; BC = buts contre ; Diff = différence de buts.
| 3 juin 2016          | États-Unis | 0 - 2 | Colombie                     | Levi's Stadium, Santa Clara                            |                                                        |
| 18:30 (heure locale) |            |       | 8e Zapata · 42e (pen.) James | Spectateurs : 67 439 Arbitrage : Roberto García Orozco | Spectateurs : 67 439 Arbitrage : Roberto García Orozco |
| 18:30 (heure locale) | Rapport    |       |                              | Spectateurs : 67 439 Arbitrage : Roberto García Orozco | Spectateurs : 67 439 Arbitrage : Roberto García Orozco |

| 4 juin 2016          | Costa Rica | 0 - 0 | Paraguay | Camping World Stadium, Orlando                    |                                                   |
| 17:00 (heure locale) |            |       |          | Spectateurs : 14 334 Arbitrage : Patricio Loustau | Spectateurs : 14 334 Arbitrage : Patricio Loustau |
| 17:00 (heure locale) | Rapport    |       |          | Spectateurs : 14 334 Arbitrage : Patricio Loustau | Spectateurs : 14 334 Arbitrage : Patricio Loustau |

| 7 juin 2016          | États-Unis                                          | 4 - 0 | Costa Rica | Soldier Field, Chicago                          |                                                 |
| 19:00 (heure locale) | Dempsey 9e (pen.) · Jones 37e · Wood 42e · Zusi 87e |       |            | Spectateurs : 39 642 Arbitrage : Roddy Zambrano | Spectateurs : 39 642 Arbitrage : Roddy Zambrano |
| 19:00 (heure locale) | Rapport                                             |       |            | Spectateurs : 39 642 Arbitrage : Roddy Zambrano | Spectateurs : 39 642 Arbitrage : Roddy Zambrano |

| 7 juin 2016          | Colombie              | 2 - 1 | Paraguay  | Rose Bowl, Pasadena                          |                                              |
| 19:30 (heure locale) | Bacca 12e · James 30e |       | 71e Ayala | Spectateurs : 42 766 Arbitrage : Héber Lopes | Spectateurs : 42 766 Arbitrage : Héber Lopes |
| 19:30 (heure locale) | Rapport               |       |           | Spectateurs : 42 766 Arbitrage : Héber Lopes | Spectateurs : 42 766 Arbitrage : Héber Lopes |

| 11 juin 2016         | États-Unis  | 1 - 0 | Paraguay | Lincoln Financial Field, Philadelphie           |                                                 |
| 19:00 (heure locale) | Dempsey 27e |       |          | Spectateurs : 51 041 Arbitrage : Julio Bascuñán | Spectateurs : 51 041 Arbitrage : Julio Bascuñán |
| 19:00 (heure locale) | Rapport     |       |          | Spectateurs : 51 041 Arbitrage : Julio Bascuñán | Spectateurs : 51 041 Arbitrage : Julio Bascuñán |

| 11 juin 2016         | Colombie                 | 2 - 3 | Costa Rica                                | NRG Stadium, Houston                         |                                              |
| 20:00 (heure locale) | Fabra 6e · M. Moreno 73e |       | 2e Venegas · 34e (csc) Fabra · 58e Borges | Spectateurs : 45 808 Arbitrage : José Argote | Spectateurs : 45 808 Arbitrage : José Argote |
| 20:00 (heure locale) | Rapport                  |       |                                           | Spectateurs : 45 808 Arbitrage : José Argote | Spectateurs : 45 808 Arbitrage : José Argote |

### Groupe B
| Rang | Équipe   | Pts | J | G | N | P | BP | BC | Diff |
| ---- | -------- | --- | - | - | - | - | -- | -- | ---- |
| 1    | Pérou    | 7   | 3 | 2 | 1 | 0 | 4  | 2  | +2   |
| 2    | Équateur | 5   | 3 | 1 | 2 | 0 | 6  | 2  | +4   |
| 3    | Brésil   | 4   | 3 | 1 | 1 | 1 | 7  | 2  | +5   |
| 4    | Haïti    | 0   | 3 | 0 | 0 | 3 | 1  | 12 | -11  |

     Équipes qualifiées ; Pts = points ; J = joués ; G = gagnés ; N = nuls ; P = perdus ;

BP = buts pour ; BC = buts contre ; Diff = différence de buts.
| 4 juin 2016          | Haïti   | 0 - 1 | Pérou        | CenturyLink Field, Seattle                  |                                             |
| 16:30 (heure locale) |         |       | 61e Guerrero | Spectateurs : 20 190 Arbitrage : Jhon Pitti | Spectateurs : 20 190 Arbitrage : Jhon Pitti |
| 16:30 (heure locale) | Rapport |       |              | Spectateurs : 20 190 Arbitrage : Jhon Pitti | Spectateurs : 20 190 Arbitrage : Jhon Pitti |

| 4 juin 2016          | Brésil  | 0 - 0 | Équateur | Rose Bowl, Pasadena                             |                                                 |
| 19:00 (heure locale) |         |       |          | Spectateurs : 53 158 Arbitrage : Julio Bascuñán | Spectateurs : 53 158 Arbitrage : Julio Bascuñán |
| 19:00 (heure locale) | Rapport |       |          | Spectateurs : 53 158 Arbitrage : Julio Bascuñán | Spectateurs : 53 158 Arbitrage : Julio Bascuñán |

| 8 juin 2016          | Brésil                                                            | 7 - 1 | Haïti        | Camping World Stadium, Orlando               |                                              |
| 19:30 (heure locale) | Coutinho 14e 29e 90+2e · Augusto 35e 86e · Gabriel 59e · Lima 67e |       | 70e Marcelin | Spectateurs : 28 241 Arbitrage : Mark Geiger | Spectateurs : 28 241 Arbitrage : Mark Geiger |
| 19:30 (heure locale) | Rapport                                                           |       |              | Spectateurs : 28 241 Arbitrage : Mark Geiger | Spectateurs : 28 241 Arbitrage : Mark Geiger |

| 8 juin 2016          | Équateur                      | 2 - 2 | Pérou                 | University of Phoenix Stadium, Glendale        |                                                |
| 19:00 (heure locale) | E. Valencia 39e · Bolaños 48e |       | 5e Cueva · 13e Flores | Spectateurs : 11 937 Arbitrage : Wilmar Roldán | Spectateurs : 11 937 Arbitrage : Wilmar Roldán |
| 19:00 (heure locale) | Rapport                       |       |                       | Spectateurs : 11 937 Arbitrage : Wilmar Roldán | Spectateurs : 11 937 Arbitrage : Wilmar Roldán |

| 12 juin 2016         | Équateur                                                     | 4 - 0 | Haïti | MetLife Stadium, East Rutherford             |                                              |
| 18:30 (heure locale) | E. Valencia 11e · W. Ayoví 20e · Noboa 57e · A. Valencia 78e |       |       | Spectateurs : 50 976 Arbitrage : Gery Vargas | Spectateurs : 50 976 Arbitrage : Gery Vargas |
| 18:30 (heure locale) | Rapport                                                      |       |       | Spectateurs : 50 976 Arbitrage : Gery Vargas | Spectateurs : 50 976 Arbitrage : Gery Vargas |

| 12 juin 2016         | Brésil  | 0 - 1 | Pérou       | Gillette Stadium, Foxborough                  |                                               |
| 20:55 (heure locale) |         |       | 75e Ruidíaz | Spectateurs : 36 187 Arbitrage : Andrés Cunha | Spectateurs : 36 187 Arbitrage : Andrés Cunha |
| 20:55 (heure locale) | Rapport |       |             | Spectateurs : 36 187 Arbitrage : Andrés Cunha | Spectateurs : 36 187 Arbitrage : Andrés Cunha |

### Groupe C
| Rang | Équipe    | Pts | J | G | N | P | BP | BC | Diff |
| ---- | --------- | --- | - | - | - | - | -- | -- | ---- |
| 1    | Mexique   | 7   | 3 | 2 | 1 | 0 | 6  | 2  | +4   |
| 2    | Venezuela | 7   | 3 | 2 | 1 | 0 | 3  | 1  | +2   |
| 3    | Uruguay   | 3   | 3 | 1 | 0 | 2 | 4  | 4  | 0    |
| 4    | Jamaïque  | 0   | 3 | 0 | 0 | 3 | 0  | 6  | -6   |

     Équipes qualifiées ; Pts = points ; J = joués ; G = gagnés ; N = nuls ; P = perdus ;

BP = buts pour ; BC = buts contre ; Diff = différence de buts.
| 5 juin 2016          | Jamaïque | 0 - 1 | Venezuela    | Soldier Field, Chicago                                |                                                       |
| 16:00 (heure locale) |          |       | 15e Martínez | Spectateurs : 25 560 Arbitrage : Víctor Hugo Carrillo | Spectateurs : 25 560 Arbitrage : Víctor Hugo Carrillo |
| 16:00 (heure locale) | Rapport  |       |              | Spectateurs : 25 560 Arbitrage : Víctor Hugo Carrillo | Spectateurs : 25 560 Arbitrage : Víctor Hugo Carrillo |

| 5 juin 2016          | Mexique                                           | 3 - 1 | Uruguay   | University of Phoenix Stadium, Glendale          |                                                  |
| 17:00 (heure locale) | Á. Pereira 4e (csc) · Márquez 85e · Herrera 90+2e |       | 74e Godín | Spectateurs : 60 025 Arbitrage : Enrique Cáceres | Spectateurs : 60 025 Arbitrage : Enrique Cáceres |
| 17:00 (heure locale) | Rapport                                           |       |           | Spectateurs : 60 025 Arbitrage : Enrique Cáceres | Spectateurs : 60 025 Arbitrage : Enrique Cáceres |

| 9 juin 2016          | Uruguay | 0 - 1 | Venezuela  | Lincoln Financial Field, Philadelphie             |                                                   |
| 19:30 (heure locale) |         |       | 36e Rondón | Spectateurs : 23 002 Arbitrage : Patricio Loustau | Spectateurs : 23 002 Arbitrage : Patricio Loustau |
| 19:30 (heure locale) | Rapport |       |            | Spectateurs : 23 002 Arbitrage : Patricio Loustau | Spectateurs : 23 002 Arbitrage : Patricio Loustau |

| 9 juin 2016          | Mexique                      | 2 - 0 | Jamaïque | Rose Bowl, Pasadena                             |                                                 |
| 19:00 (heure locale) | Chicharito 18e · Peralta 81e |       |          | Spectateurs : 83 263 Arbitrage : Wilton Sampaio | Spectateurs : 83 263 Arbitrage : Wilton Sampaio |
| 19:00 (heure locale) | Rapport                      |       |          | Spectateurs : 83 263 Arbitrage : Wilton Sampaio | Spectateurs : 83 263 Arbitrage : Wilton Sampaio |

| 13 juin 2016         | Mexique          | 1 - 1 | Venezuela     | NRG Stadium, Houston                            |                                                 |
| 19:00 (heure locale) | J. M. Corona 80e |       | 10e Velázquez | Spectateurs : 67 319 Arbitrage : Yadel Martínez | Spectateurs : 67 319 Arbitrage : Yadel Martínez |
| 19:00 (heure locale) | Rapport          |       |               | Spectateurs : 67 319 Arbitrage : Yadel Martínez | Spectateurs : 67 319 Arbitrage : Yadel Martínez |

| 13 juin 2016         | Uruguay                                       | 3 - 0 | Jamaïque | Levi's Stadium, Santa Clara                       |                                                   |
| 19:20 (heure locale) | Hernández 21e · Watson 66e (csc) · Corujo 88e |       |          | Spectateurs : 40 166 Arbitrage : Wilson Lamouroux | Spectateurs : 40 166 Arbitrage : Wilson Lamouroux |
| 19:20 (heure locale) | Rapport                                       |       |          | Spectateurs : 40 166 Arbitrage : Wilson Lamouroux | Spectateurs : 40 166 Arbitrage : Wilson Lamouroux |

### Groupe D
| Rang | Équipe    | Pts | J | G | N | P | BP | BC | Diff |
| ---- | --------- | --- | - | - | - | - | -- | -- | ---- |
| 1    | Argentine | 9   | 3 | 3 | 0 | 0 | 10 | 1  | +9   |
| 2    | Chili     | 6   | 3 | 2 | 0 | 1 | 7  | 5  | +2   |
| 3    | Panama    | 3   | 3 | 1 | 0 | 2 | 4  | 10 | -6   |
| 4    | Bolivie   | 0   | 3 | 0 | 0 | 3 | 2  | 7  | -5   |

     Équipes qualifiées ; Pts = points ; J = joués ; G = gagnés ; N = nuls ; P = perdus ;

BP = buts pour ; BC = buts contre ; Diff = différence de buts.
| 6 juin 2016          | Panama        | 2 - 1 | Bolivie  | Camping World Stadium, Orlando                         |                                                        |
| 19:00 (heure locale) | Pérez 11e 87e |       | 54e Arce | Spectateurs : 13 466 Arbitrage : Ricardo Montero Araya | Spectateurs : 13 466 Arbitrage : Ricardo Montero Araya |
| 19:00 (heure locale) | Rapport       |       |          | Spectateurs : 13 466 Arbitrage : Ricardo Montero Araya | Spectateurs : 13 466 Arbitrage : Ricardo Montero Araya |

| 6 juin 2016          | Argentine                 | 2 - 1 | Chili            | Levi's Stadium, Santa Clara                       |                                                   |
| 19:00 (heure locale) | Di María 51e · Banega 59e |       | 90+3e Fuenzalida | Spectateurs : 69 451 Arbitrage : Daniel Fedorczuk | Spectateurs : 69 451 Arbitrage : Daniel Fedorczuk |
| 19:00 (heure locale) | Rapport                   |       |                  | Spectateurs : 69 451 Arbitrage : Daniel Fedorczuk | Spectateurs : 69 451 Arbitrage : Daniel Fedorczuk |

| 10 juin 2016         | Chili                   | 2 - 1 | Bolivie    | Gillette Stadium, Foxborough                  |                                               |
| 19:00 (heure locale) | Vidal 46e 90+10e (pen.) |       | 61e Campos | Spectateurs : 19 392 Arbitrage : Jair Marrufo | Spectateurs : 19 392 Arbitrage : Jair Marrufo |
| 19:00 (heure locale) | Rapport                 |       |            | Spectateurs : 19 392 Arbitrage : Jair Marrufo | Spectateurs : 19 392 Arbitrage : Jair Marrufo |

| 10 juin 2016         | Argentine                                    | 5 - 0 | Panama | Soldier Field, Chicago                        |                                               |
| 20:30 (heure locale) | Otamendi 7e · Messi 68e 78e 87e · Agüero 90e |       |        | Spectateurs : 53 885 Arbitrage : Joel Aguilar | Spectateurs : 53 885 Arbitrage : Joel Aguilar |
| 20:30 (heure locale) | Rapport                                      |       |        | Spectateurs : 53 885 Arbitrage : Joel Aguilar | Spectateurs : 53 885 Arbitrage : Joel Aguilar |

| 14 juin 2016         | Chili                            | 4 - 2 | Panama                  | Lincoln Financial Field, Philadelphie           |                                                 |
| 20:00 (heure locale) | Vargas 15e 43e · Sánchez 50e 89e |       | 5e Camargo · 75e Arroyo | Spectateurs : 27 260 Arbitrage : Roddy Zambrano | Spectateurs : 27 260 Arbitrage : Roddy Zambrano |
| 20:00 (heure locale) | Rapport                          |       |                         | Spectateurs : 27 260 Arbitrage : Roddy Zambrano | Spectateurs : 27 260 Arbitrage : Roddy Zambrano |

| 14 juin 2016         | Argentine                             | 3 - 0 | Bolivie | CenturyLink Field, Seattle                            |                                                       |
| 19:00 (heure locale) | Lamela 13e · Lavezzi 15e · Cuesta 33e |       |         | Spectateurs : 45 753 Arbitrage : Víctor Hugo Carrillo | Spectateurs : 45 753 Arbitrage : Víctor Hugo Carrillo |
| 19:00 (heure locale) | Rapport                               |       |         | Spectateurs : 45 753 Arbitrage : Víctor Hugo Carrillo | Spectateurs : 45 753 Arbitrage : Víctor Hugo Carrillo |

## Tableau final
À l'exception de la finale, il n'y a pas de prolongation prévue en cas d'égalité à la fin du temps règlementaire : la qualification se décide alors directement par une séance de tirs au but.
|  | Quarts de finale          | Quarts de finale  | Quarts de finale  | Quarts de finale  |            |            | Demi-finales      | Demi-finales      | Demi-finales                  | Demi-finales                  |                               |                               | Finale                    | Finale                    | Finale                    | Finale                    |
|  |                           |                   |                   |                   |            |            |                   |                   |                               |                               |                               |                               |                           |                           |                           |                           |
|  | 016 juin, Seattle         | 016 juin, Seattle | 016 juin, Seattle | 016 juin, Seattle |            |            | 021 juin, Houston | 021 juin, Houston | 021 juin, Houston             | 021 juin, Houston             |                               |                               | 026 juin, East Rutherford | 026 juin, East Rutherford | 026 juin, East Rutherford | 026 juin, East Rutherford |
|  | 016 juin, Seattle         | 016 juin, Seattle | 016 juin, Seattle | 016 juin, Seattle |            |            | 021 juin, Houston | 021 juin, Houston | 021 juin, Houston             | 021 juin, Houston             |                               |                               | 026 juin, East Rutherford | 026 juin, East Rutherford | 026 juin, East Rutherford | 026 juin, East Rutherford |
|  | 1er A                     | États-Unis        | 2                 | 2                 |            |            | 021 juin, Houston | 021 juin, Houston | 021 juin, Houston             | 021 juin, Houston             |                               |                               | 026 juin, East Rutherford | 026 juin, East Rutherford | 026 juin, East Rutherford | 026 juin, East Rutherford |
|  | 1er A                     | États-Unis        | 2                 | 2                 |            |            | 021 juin, Houston | 021 juin, Houston | 021 juin, Houston             | 021 juin, Houston             |                               |                               | 026 juin, East Rutherford | 026 juin, East Rutherford | 026 juin, East Rutherford | 026 juin, East Rutherford |
|  | 2e B                      | Équateur          | 1                 | 1                 |            |            | 021 juin, Houston | 021 juin, Houston | 021 juin, Houston             | 021 juin, Houston             |                               |                               | 026 juin, East Rutherford | 026 juin, East Rutherford | 026 juin, East Rutherford | 026 juin, East Rutherford |
|  | 2e B                      | Équateur          | 1                 | 1                 | États-Unis | États-Unis | 0                 | 0                 |                               |                               |                               |                               | 026 juin, East Rutherford | 026 juin, East Rutherford | 026 juin, East Rutherford | 026 juin, East Rutherford |
|  | 018 juin, Foxborough      |                   |                   |                   | États-Unis | États-Unis | 0                 | 0                 |                               |                               |                               |                               | 026 juin, East Rutherford | 026 juin, East Rutherford | 026 juin, East Rutherford | 026 juin, East Rutherford |
|  |                           |                   | Argentine         | Argentine         | 4          | 4          |                   |                   |                               |                               |                               |                               | 026 juin, East Rutherford | 026 juin, East Rutherford | 026 juin, East Rutherford | 026 juin, East Rutherford |
|  | 1er D                     | Argentine         | Argentine         | Argentine         | 4          | 4          | 4                 | 4                 |                               |                               |                               |                               | 026 juin, East Rutherford | 026 juin, East Rutherford | 026 juin, East Rutherford | 026 juin, East Rutherford |
|  | 1er D                     | Argentine         | 022 juin, Chicago |                   |            |            | 4                 | 4                 |                               |                               |                               |                               | 026 juin, East Rutherford | 026 juin, East Rutherford | 026 juin, East Rutherford | 026 juin, East Rutherford |
|  | 2e C                      | Venezuela         | 1                 | 1                 |            |            |                   |                   |                               |                               |                               |                               | 026 juin, East Rutherford | 026 juin, East Rutherford | 026 juin, East Rutherford | 026 juin, East Rutherford |
|  | 2e C                      | Venezuela         | 1                 | 1                 | Argentine  | Argentine  | 0ap (2)           | 0ap (2)           |                               |                               |                               |                               |                           |                           |                           |                           |
|  | 017 juin, East Rutherford |                   |                   |                   | Argentine  | Argentine  | 0ap (2)           | 0ap (2)           |                               |                               |                               |                               |                           |                           |                           |                           |
|  |                           |                   | Chili             | Chili             | 0 tab(4)   | 0 tab(4)   |                   |                   |                               |                               |                               |                               |                           |                           |                           |                           |
|  | 1er B                     | Pérou             | Chili             | Chili             | 0 tab(4)   | 0 tab(4)   | 0ap (2)           | 0ap (2)           |                               |                               |                               |                               |                           |                           |                           |                           |
|  | 1er B                     | Pérou             |                   |                   |            |            |                   |                   |                               |                               |                               |                               |                           |                           |                           |                           |
|  | 2e A                      | Colombie          | 0 tab(4)          | 0 tab(4)          |            |            |                   |                   |                               |                               |                               |                               |                           |                           |                           |                           |
|  | 2e A                      | Colombie          | 0 tab(4)          | 0 tab(4)          | Colombie   | Colombie   | 0                 | 0                 | Match pour la troisième place | Match pour la troisième place | Match pour la troisième place | Match pour la troisième place |                           |                           |                           |                           |
|  | 018 juin, Santa Clara     |                   |                   |                   | Colombie   | Colombie   | 0                 | 0                 | Match pour la troisième place | Match pour la troisième place | Match pour la troisième place | Match pour la troisième place |                           |                           |                           |                           |
|  |                           |                   | Chili             | Chili             | 2          | 2          |                   |                   | 025 juin, Glendale            | 025 juin, Glendale            | 025 juin, Glendale            | 025 juin, Glendale            |                           |                           |                           |                           |
|  | 1er C                     | Mexique           | Chili             | Chili             | 2          | 2          | 0                 | 0                 | 025 juin, Glendale            | 025 juin, Glendale            | 025 juin, Glendale            | 025 juin, Glendale            |                           |                           |                           |                           |
|  | 1er C                     | Mexique           |                   |                   |            |            |                   | 0                 |                               |                               | États-Unis                    | États-Unis                    | 0                         | 0                         |                           |                           |
|  | 2e D                      | Chili             | 7                 | 7                 |            |            |                   |                   |                               |                               | États-Unis                    | États-Unis                    | 0                         | 0                         |                           |                           |
|  | 2e D                      | Chili             | 7                 | 7                 | Colombie   | Colombie   | 1                 | 1                 |                               |                               |                               |                               |                           |                           |                           |                           |
|  |                           |                   |                   |                   |            |            |                   |                   |                               |                               |                               |                               |                           |                           |                           |                           |

### Quarts de finale
| 16 juin 2016         | États-Unis               | 2 - 1 | Équateur   | CenturyLink Field, Seattle                     |                                                |
| 18:30 (heure locale) | Dempsey 22e · Zardes 65e |       | 74e Arroyo | Spectateurs : 47 322 Arbitrage : Wilmar Roldán | Spectateurs : 47 322 Arbitrage : Wilmar Roldán |
| 18:30 (heure locale) | Rapport                  |       |            | Spectateurs : 47 322 Arbitrage : Wilmar Roldán | Spectateurs : 47 322 Arbitrage : Wilmar Roldán |

| 17 juin 2016         | Pérou                            | 0 - 0             | Colombie                             | MetLife Stadium, East Rutherford                  |                                                   |
| 20:00 (heure locale) |                                  |                   |                                      | Spectateurs : 79 194 Arbitrage : Patricio Loustau | Spectateurs : 79 194 Arbitrage : Patricio Loustau |
| 20:00 (heure locale) | Rapport                          |                   |                                      | Spectateurs : 79 194 Arbitrage : Patricio Loustau | Spectateurs : 79 194 Arbitrage : Patricio Loustau |
| 20:00 (heure locale) | Ruidíaz · Tapia · Trauco · Cueva | Tirs au but 2 - 4 | James · Cuadrado · D. Moreno · Pérez | Spectateurs : 79 194 Arbitrage : Patricio Loustau | Spectateurs : 79 194 Arbitrage : Patricio Loustau |

| 18 juin 2016         | Argentine                               | 4 - 1 | Venezuela  | Gillette Stadium, Foxborough                           |                                                        |
| 19:00 (heure locale) | Higuaín 8e 28e · Messi 60e · Lamela 71e |       | 70e Rondón | Spectateurs : 59 183 Arbitrage : Roberto García Orozco | Spectateurs : 59 183 Arbitrage : Roberto García Orozco |
| 19:00 (heure locale) | Rapport                                 |       |            | Spectateurs : 59 183 Arbitrage : Roberto García Orozco | Spectateurs : 59 183 Arbitrage : Roberto García Orozco |

| 18 juin 2016         | Mexique | 0 - 7 | Chili                                               | Levi's Stadium, Santa Clara                  |                                              |
| 19:00 (heure locale) |         |       | 16e 87e Puch · 44e 52e 57e 74e Vargas · 49e Sánchez | Spectateurs : 70 547 Arbitrage : Héber Lopes | Spectateurs : 70 547 Arbitrage : Héber Lopes |
| 19:00 (heure locale) | Rapport |       |                                                     | Spectateurs : 70 547 Arbitrage : Héber Lopes | Spectateurs : 70 547 Arbitrage : Héber Lopes |

### Demi-finales
| 21 juin 2016         | États-Unis | 0 - 4 | Argentine                                | NRG Stadium, Houston                             |                                                  |
| 20:00 (heure locale) |            |       | 3e Lavezzi · 32e Messi · 49e 85e Higuaín | Spectateurs : 70 858 Arbitrage : Enrique Cáceres | Spectateurs : 70 858 Arbitrage : Enrique Cáceres |
| 20:00 (heure locale) | Rapport    |       |                                          | Spectateurs : 70 858 Arbitrage : Enrique Cáceres | Spectateurs : 70 858 Arbitrage : Enrique Cáceres |

| 22 juin 2016         | Colombie | 0 - 2 | Chili                        | Soldier Field, Chicago                        |                                               |
| 19:00 (heure locale) |          |       | 6e Aránguiz · 11e Fuenzalida | Spectateurs : 55 423 Arbitrage : Joel Aguilar | Spectateurs : 55 423 Arbitrage : Joel Aguilar |
| 19:00 (heure locale) | Rapport  |       |                              | Spectateurs : 55 423 Arbitrage : Joel Aguilar | Spectateurs : 55 423 Arbitrage : Joel Aguilar |

### Match pour la3eplace
| 25 juin 2016         | États-Unis | 0 - 1 | Colombie  | University of Phoenix Stadium, Glendale           |                                                   |
| 17:00 (heure locale) |            |       | 31e Bacca | Spectateurs : 29 041 Arbitrage : Daniel Fedorczuk | Spectateurs : 29 041 Arbitrage : Daniel Fedorczuk |
| 17:00 (heure locale) | Rapport    |       |           | Spectateurs : 29 041 Arbitrage : Daniel Fedorczuk | Spectateurs : 29 041 Arbitrage : Daniel Fedorczuk |

### Finale
| 26 juin 2016         | Argentine                            | 0 - 0 a. p.       | Chili                                            | MetLife Stadium, East Rutherford             |                                              |
| 20:00 (heure locale) |                                      |                   |                                                  | Spectateurs : 82 026 Arbitrage : Héber Lopes | Spectateurs : 82 026 Arbitrage : Héber Lopes |
| 20:00 (heure locale) | Rapport                              |                   |                                                  | Spectateurs : 82 026 Arbitrage : Héber Lopes | Spectateurs : 82 026 Arbitrage : Héber Lopes |
| 20:00 (heure locale) | Messi · Mascherano · Agüero · Biglia | Tirs au but 2 - 4 | Vidal · Castillo · Aránguiz · Beausejour · Silva | Spectateurs : 82 026 Arbitrage : Héber Lopes | Spectateurs : 82 026 Arbitrage : Héber Lopes |

## Résultat
| Vainqueur de la Copa América Centenario (2016) Chili 2e titre |

## Statistiques

### Classement des buteurs
6 buts
- Eduardo Vargas

5 buts
- Lionel Messi

4 buts
- Gonzalo Higuaín

3 buts
- Philippe Coutinho
- Alexis Sánchez
- Clint Dempsey (1 penalty)

2 buts
| - Erik Lamela - Ezequiel Lavezzi - Renato Augusto | - José Fuenzalida - Edson Puch - Arturo Vidal (1 penalty) | - Carlos Bacca - James Rodríguez (1 penalty) - Enner Valencia - Blas Pérez - Salomón Rondón |

1 but
| - Sergio Agüero - Éver Banega - Víctor Cuesta - Ángel Di María - Nicolás Otamendi - Juan Carlos Arce - Jhasmani Campos - Gabriel Barbosa - Lucas Lima - Charles Aránguiz | - Frank Fabra - Marlos Moreno - Cristián Zapata - Celso Borges - Johan Venegas - Michael Arroyo - Walter Ayoví - Miller Bolaños - Christian Noboa - Antonio Valencia | - Jermaine Jones - Bobby Wood - Gyasi Zardes - Graham Zusi - James Marcelin - Chicharito - Jesús Manuel Corona - Héctor Herrera - Rafael Márquez - Oribe Peralta - Abdiel Arroyo - Miguel Camargo | - Víctor Ayala - Christian Cueva - Edison Flores - Paolo Guerrero - Raúl Ruidíaz - Mathías Corujo - Diego Godín - Abel Hernández - Josef Martínez - José Velázquez |

1 but contre son camp
- Frank Fabra (face au Costa Rica)
- Je-Vaughn Watson (face à l'Uruguay)
- Álvaro Pereira (face au Mexique)

### Classement des passeurs
4 passes décisives
- Lionel Messi

3 passes décisives
- Clint Dempsey

2 passes décisives
| - Ángel Di María - Marcos Rojo - Daniel Alves | - Alexis Sánchez - Arturo Vidal - Edwin Cardona | - Jefferson Montero - Enner Valencia - Paolo Guerrero - Alejandro Guerra |

1 passe décisive
| - Éver Banega - Nicolás Gaitán - Gonzalo Higuaín - Ezequiel Lavezzi - Elias - Gil - Jonas - Filipe Luís | - Jean Beausejour - José Fuenzalida - Fabián Orellana - Eduardo Vargas - Santiago Arias Naranjo - Juan Guillermo Cuadrado - James Rodríguez - Celso Borges - Bryan Oviedo | - Walter Ayoví - Christian Noboa - Antonio Valencia - Jermaine Jones - Gyasi Zardes - Jesús Manuel Corona - Héctor Herrera - Raúl Jiménez - Miguel Layún | - Abdiel Arroyo - Gabriel Gómez - Alberto Quintero - Edison Flores - Andy Polo - Nicolás Lodeiro - Carlos Sánchez - Christian Santos |